# チコピー (マサチューセッツ州)
チコピー（英: Chicopee、[ˈtʃɪkəpi] CHIK-ə-pee）は、アメリカ合衆国マサチューセッツ州のハンプデン郡にある都市。コネチカット川沿いに位置する。スプリングフィールド都市圏に含まれる。人口は5万5560人（2020年）で、郡内第2位である。
チコピーは事業開発マーケティング・キャンペーンの一部として「ニューイングランドの交差点」というニックネームを使っている。これは多くの都市圏や交通ネットワークの中でチコピーが便利な場所にあることを反映している。市域内を州間高速道路90号線、同91号線、同291号線、同391号線と幹線道が4本通っている。州道では33号線、116号線、141号線が地域を繋ぐ基幹道路となっている。
市内には幾つかの小区分がある。すなわちチコピーセンター（カボットビル）、チコピーフォールズ、ウィリマンセット、フェアビュー、スミスハイランズ、アルデンビル、バーネットロードである。

## 市名の由来
市名は、市境でコネチカット川に注ぐチコピー川から採られた。「チコピー」とはニプマック語であり、おそらくアルゴンキン語族の方言と同じく「チェキー」（激しい）と「ピー」（水）を意味し、急流のことを指している。ニプマック族インディアンは、今日チコピーとなった地域にヨーロッパ人が入って来る以前に住んでいた。
別の説として「チッカプ」（ヒマラヤスギ）の形容詞である「チカッピー」だとも言われる。

## 歴史

### ナヤセット（カボットビルとチコピーフォールズ）
1636年、ウィリアム・ピンチョンが地元のアガワム族インディアンからコネチカット川東岸の土地を購入した。ロクスベリーからスプリングフィールドに移転し、今日のチコピーセンター（カボットビル）の領域で構成される地域初の開拓地を設立した。カボットビルとチコピーフォールズは製造業の中心として発展を始めた。
地元の歴史家チャールズ・J・シーバーに拠れば、滝より上の地域が1660年にまず入植された。インディアンから購入した土地は幾つかの地区に分けられた。ナヤセットはチコピーセンターとチコピーフォールズに与えられた名前であり、ニプマック語で「小さな点で」あるいは「角度」を意味している。上流の地区の開拓地はスキップマックであり、滝より上で川の南側であり、おそらくニプマック語で「主な釣りの場所」を意味するスキップマウグ、あるいは「大きな水のある場所」を意味するシップマックから来ている。
製材所が川の水力を使った最初の製造業となった。この製材所は1678年にジャフェット・チャピン、ジョン・ヒッチコック、ナサニエル・フットがスケナンゴナック（ニプマック語で緑の野原）滝（現在のチコピー滝）に建設した。この製材所はチコピーフォールズで最初の製造業になった。ファクトリー・ビレッジの伝説は1786年に始まっており、2エーカー (8,000 m2) の土地が、2年以内に鉄の鋳造所を建てるという了解のもとに10人の地元民に賃貸された。これが完成すると事業が繁盛した。

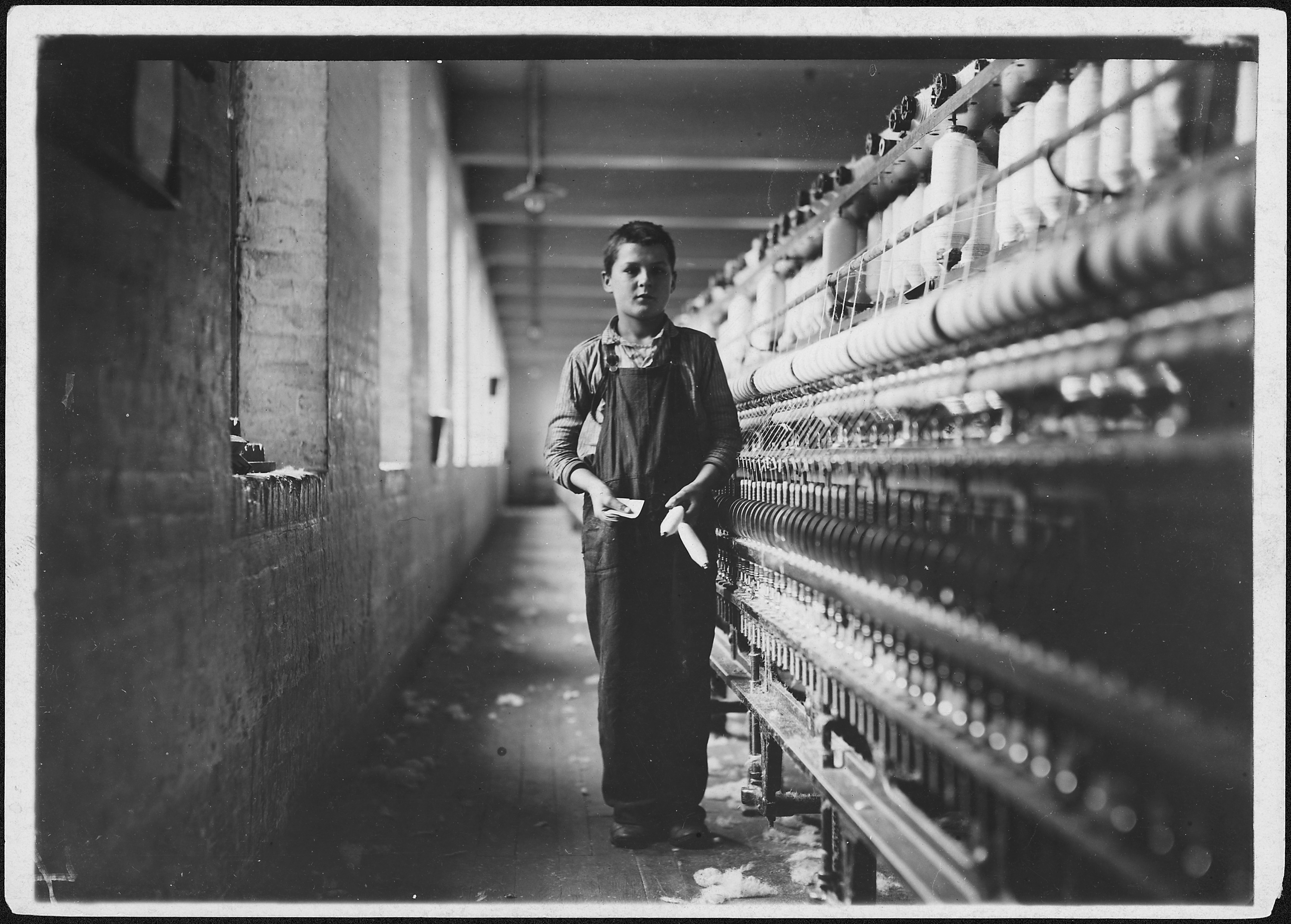
児童労働者、1911年、ルイス・ハイン撮影

1823年、ジョナサン・ドワイトがチコピーのスケナンゴナック滝の水利権を購入した。その5年後、紡績工場には14,000本の紡錘スピンドルと500台の織機があり、州内第2位の規模になった。
1831年、チコピー川には2つの巨大なダム、2つの水力運河、2つの工場地帯があった。
1848年、それまで2世紀以上スプリングフィールドの一部だったチコピーが分離して、町になった。スプリングフィールドの政治的会派はスプリングフィールドが市になって市長制を採るよりも町のままであることを望んだ。チコピーが分離することで、スプリングフィールドの政治的会派は少なくとも4年間市になることを免れた。スプリングフィールドは1852年に市として認証された。しかし、チコピーが創設されたときに領域の5分の2、人口の半分近くがチコピーに移った。
このチコピー分離の前と後で、チコピー川の8つの会社が地球規模でその製品を認められていた。すなわちエイムズ、ベルチャー、ラム、ドワイト、スティーブンス、スポルディング、フィスク、ダリアだった。滝の下流で川が曲がった所はファクトリー・ビレッジと呼ばれ、地域の工業史の中で重要な位置を占めていた。
チコピーは「Industriae Variae」すなわち「工業は変化する」をモットーにしている。綿糸、毛糸、繊維、黄銅鋳造、鉄鋳造、製紙、長靴や短靴など革製品、最初の黄リンマッチ、近くのサウスハドリー運河のための造船、二連銃に特化した銃器製造のクレセント・デイビスなど多くの種類の製造業があった。エイムズ・マニュファクチャリング社は多くの機械と青銅大砲を作り、当時のアメリカの製造会社の中では最も多くの剣を作った。エイムズはトマス・ボールが制作したジョージ・ワシントンの騎馬青銅像を鋳造し、ボストンのパブリック・ガーデンに据え付けた。スティーブンス・アームズの工場（後にサベージ）は、レンドリース法の下にイギリスのためにリー・エンフィールド銃を最も多く製造した会社である。ダリアは、アメリカ合衆国で初めてガソリンを燃料にする自動車を製造した。
チコピーはボストンより西で公的資金によって公共図書館を作った最初の都市となった。チコピー公共図書館はカボットビル・インスティチュートから市に寄付されて作られた。

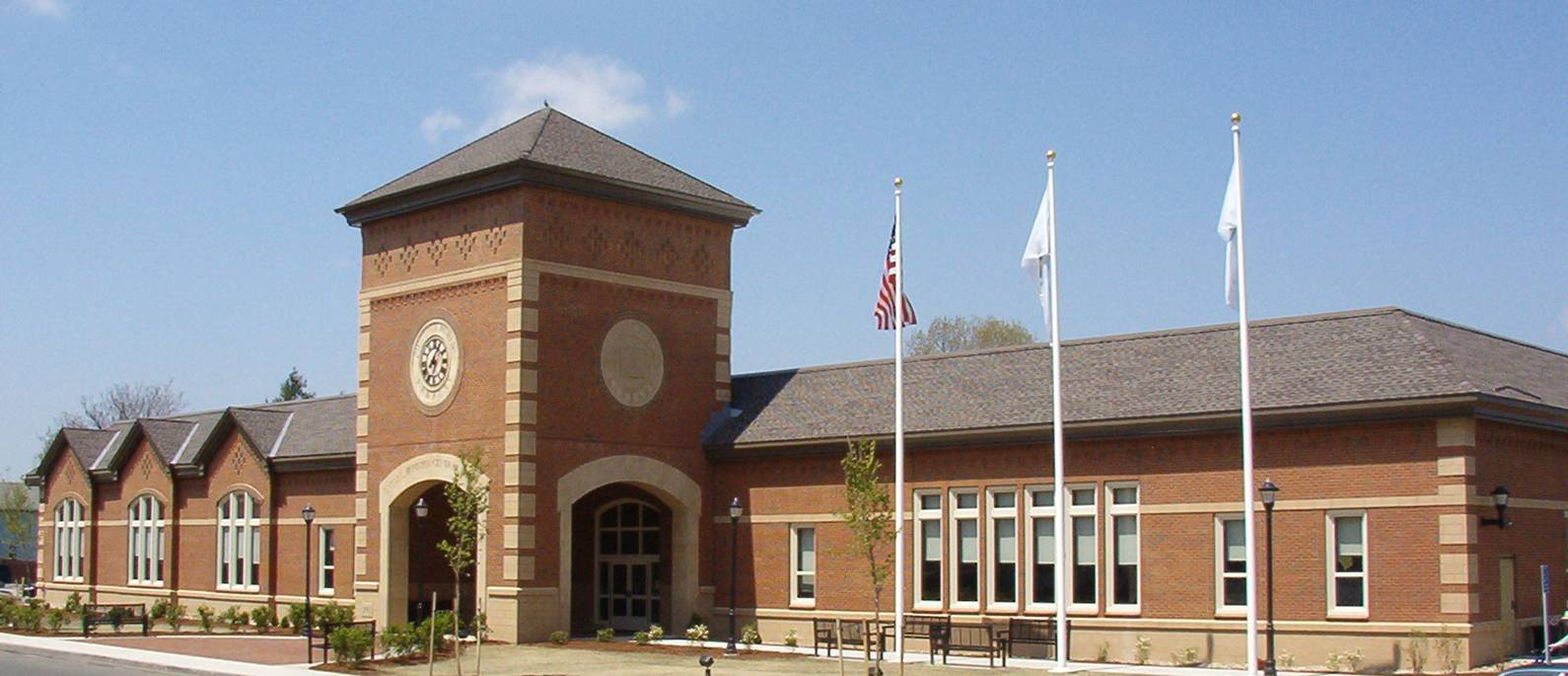
チコピー公共図書館本館

### ウィリマンセット
1641年、ウィリアム・ピンチョンがチコピー川からの北のウィリマンセット（ニプマック語で「良い漿果の場所」あるいは「赤土の場所」）・ブルックの土地を購入して、その持ち分を拡大した。この土地売買はチコピーで1659年に記録されたが、即座に建設された家屋は無かった。
ウィンスロップ・マッキンストリーが、サミュエル・チャピン助祭の息子が最初に家を建てた者になったと記している。ヘンリー・チャピンは1664年にイクスチェンジ通りとウェスト通りの角（ローワーチコピー）に家を建てたと考えられ、ジャフェット・チャピンが現在のジェイムズ・フェリー道路（アッパーチコピー）と呼ばれる場所の北に1673年に建てたと考えられている。チャピン家がチコピー川の北の地域を、入植最初の70年間のために寄付したことが、マッキンストリーの本から明らかである。チコピー通りはスプリングフィールドの第一パリッシュの一部だった。
1750年代までに、カビン道路（現在のマッキンストリー・アベニュー）が丘の頂上の平原にある牧草地や草原に農夫が行くことを可能にした。チャピン家は共有地を家畜の放牧に使い、幾つか大きな池の近くに氷の家を建てた。これらの池の水は幾つかのブルックに流れ、その先はコネチカット川に流れた。
19世紀末、チコピー市ではウィリマンセットとホルヨークを繋ぐウィリマンセット橋を建設することを票決した。その結果は大きなものになった。ウィリマンセットとアルデンビルがホルヨークと密接に結びついて発展した。郵便や電話までが「製紙の市」（ホルヨーク）と結びついた。橋を建設することを命令する法案が1892年に通過した。L・L・ジョンソンが、橋の完成を盛大に祝ったと報告している。
20世紀までに、ウィリマンセットのビレッジは、フランス系カナダ人住民の比率が高い典型的なアメリカーナに発展した。総体的にチコピーには商業と政治の小区分が4つあり、それぞれが特別の興味のある民族が多勢となり、互いに紛争になることが多い。
スミスハイランズ地区はフェアビューとウィリマンセットの間に位置し、独自の学校（1年生と2年生）を持ち、インガム通りからイレーヌ、ファクトリー、プロスペクト各通りを通るホルヨーク通り鉄道バス便、さらに地元で所有する市場が2つあった。元のロバート池水泳地域は人気のある水泳場であり、現在ベラミー・ジュニア高校がある草原は冬に橇やスキーで人気がある。

### フェアビュー
フェアビューはチコピーで最も北にある地区（ビレッジ）であり、現在はウェストーバー空軍予備役基地に属している土地も含んでいた。農業が主であり、タバコ農園で知られた。1939年以降、ウェストーバーがこのビレッジを急速に住宅と商業の地区に発展させることに貢献した。メモリアル・ドライブ（州道33号線）はチコピーフォールズとサウスハドリーを繋ぐ南北方向道路である。

### アルデンビル
1870年8月18日、エドワード・モンロー・アルデンがウィリマンセットの真東に600エーカー (2.4 km2) の土地を、9,000ドルで購入した。アルデンは「丘の上の小さな都市」を創出する意図があり、それがアルデンビルになった。1890年、アルデンは街路を引き、それに家族の名前を付け、60フィート (18 m) x 170フィート (51 m) の区画に分けた。チコピーフォールズ、カボットビル（チコピーセンター）、ホルヨークからフランス系カナダ人工場労働者が地域社会の建設を始めた。土地区画売価150ドルが10ドル値引きで売られ、最初の家屋はフランス系カナダ人の建設業者と大工のマースリン・クロトーによって建設され売られた。

### スプリングフィールドからの分離と現代史

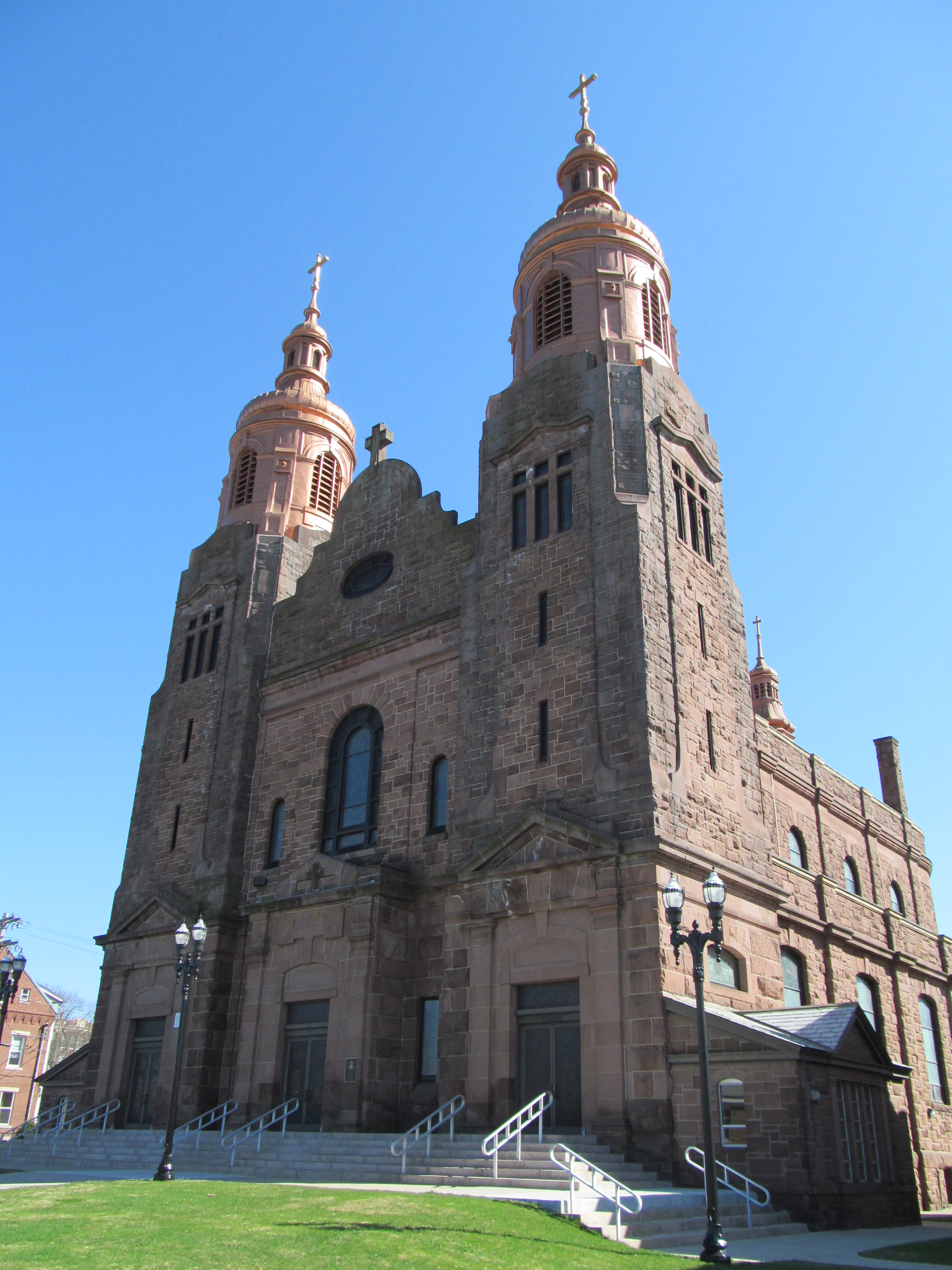
聖スタニスラウス、ビショップ & 殉教者大聖堂

カボットビル、チコピーフォールズ、ウィリマンセット、フェアビューの各ビレッジ（およびアルデンビルとなる土地）は、1636年から1848年までスプリングフィールドの一部に留まていたが、その年、分離してチコピーの町を形成することになった。スプリングフィールドの政治的会派はスプリングフィールドが「市」になって市長制を採るよりも「町」のままであることを望んだ。州法では一定の人口になると市になることを求めており、それを避けるためにチコピーを分離して人口を小さくした。このとき領域の5分の2、人口の半分近くがチコピーに移った。このような分割を行っても、スプリングフィールドはチコピーを分離してから4年後に、市に昇格した。両市は分離後も1世紀以上にわたって繁栄を続けた。
1890年4月18日、チコピー町はマサチューセッツ州議会から市としての設立を認められた。1891年1月5日、ジョージ・シルベスター・テイラー（1822年-1910年）がチコピーの初代市長になった。
ウェストーバー飛行場は、1939年にフランクリン・ルーズベルト大統領が署名した戦争遂行予算によって創設された。その場所は、フェアビューの東と部分、アルデンビューの東、ウィリマンセット北部にある元はタバコ農園だった。そこはアメリカ陸軍航空隊北東空域部隊に割り当てられた。1948年に空軍が別の軍隊として創設されたあとはウェストーバー空軍基地と改名された。1974年、基地の司令部が空軍予備役隊に渡された。
1991年、フロント通りにある聖スタニスラウス、ビショップ & 殉教者大聖堂がローマ教皇ヨハネ・パウロ2世によってマイナー・バシリカと宣言された。

## 地理

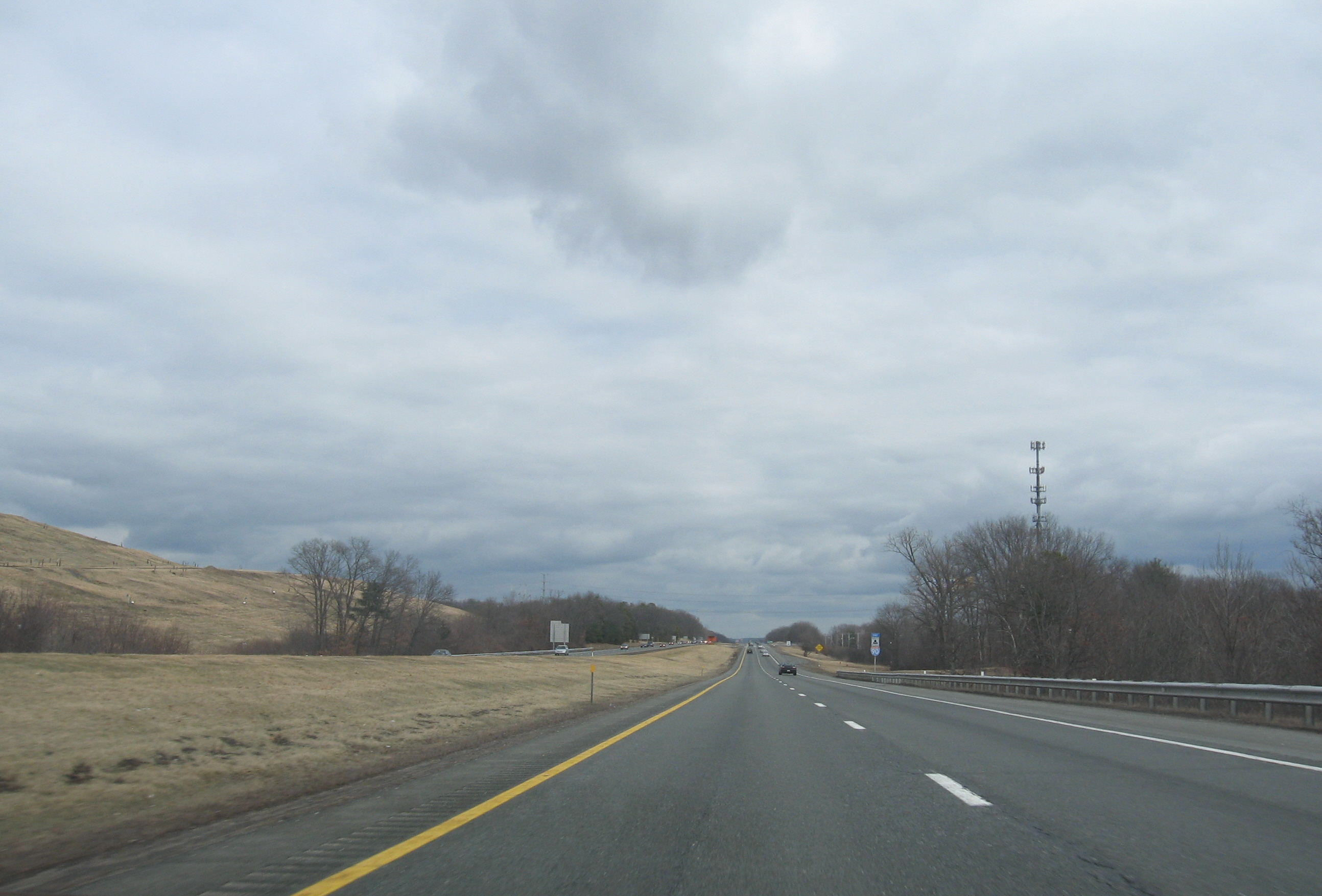
州間高速道路90号線出口の手前

チコピー市は北緯42度10分13秒 西経72度35分19秒 / 北緯42.17028度 西経72.58861度 (42.170159, -72.588630)に位置している。
チコピー市は幾つかの地区によってできている。1848年に分離したスプリングフィールドの北側にあった4つのビレッジの集まりとして、市が最初に作られた結果である。チコピーフォールズ、チコピーセンター（カボットビル）、フェアビュー、ウィリマンセットが発展を続けた。1900年代初期、アルデンビルが別の地区として発展した。その時から市は開けた地域の大半を登記してきたので、多くの新しい地区ができた。これらの地区にはチコマンセット、フェリーレーン、サンディヒル、さらに地理的には独立したバーネットロードである。
市の北西はホルヨーク市、南西はウェストスプリングフィールド市、南はスプリングフィールド市、東はルドロー町、北東はグランビー町、北はサウスハドリー町に接している。コネチカット州ハートフォードから29 マイル (47 km)、マサチューセッツ州ボストンから 92 マイル (148 km)、ニューヨーク州オールバニから90 マイル (140 km)、ニューヨーク市から 140 マイル (230 km) に位置している。
アメリカ合衆国国勢調査局に拠れば、市域全面積は23.9平方マイル (62 km2)であり、このうち陸地22.9平方マイル (59 km2)、水域は1.0平方マイル (2.6 km2)で水域率は4.31%である。チコピー川が市の南部を流れ、コネチカット川に注いでいる。多くの池、湖、水流がチコピー川流域あるいはコネチカット川流域の一部になっている。
ウィリマンセット、およびチコピーセンターとチコピーフォールズの一部が低地にあり、アルデンビル、フェアビュー、バーネットロード地区が標高の高い台地にある。市内最高地点は標高285フィート (87 m) のオールドライマン道路であり、フェアビュー地区に入っている。

## 文化

### 行事

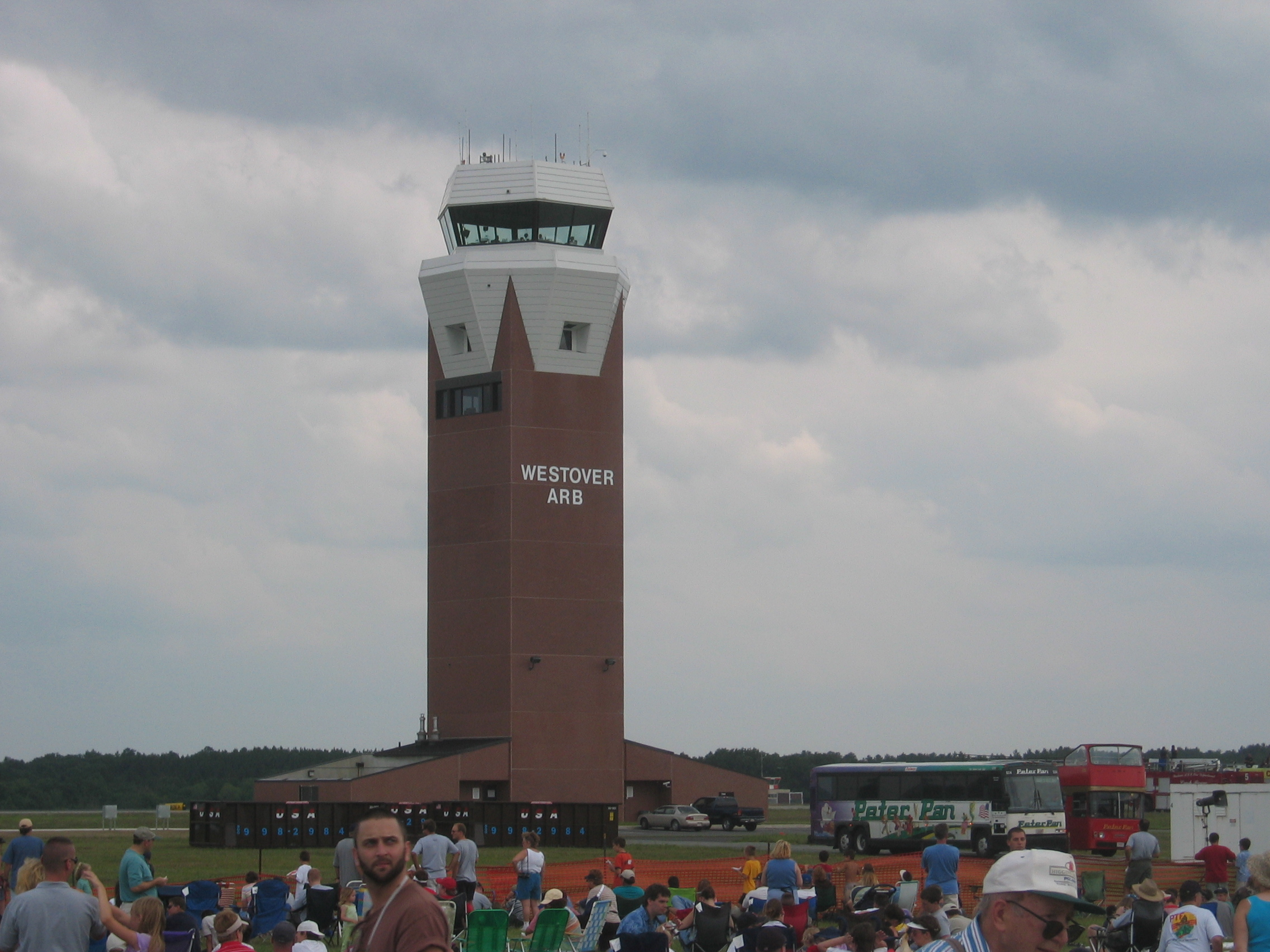
ウェストーバーARB タワー、グレート・ニューイングランド・エアショー

- チコピー・フェスト・オブ・オールはスゾト公園で開催される7月4日、独立記念日の行事であり、バンド生演奏、ゲーム、地元の食材、花火が行われる[8]
- グレート・ニューイングランド・エアショーは、毎年ウェストーバー空軍予備役基地で開催される2日間のエアショーである。サンダーバーズが出演した2008年のショーには30万人の観衆が集まった。2012年のショーはジェットショーが呼び物にはなっていなかったが、F/A-18F スーパーホーネット、F-15 イーグル、V-22 オスプレイ、B-2 スピリット・ステルス爆撃機が展示され、基地駐留のC-5 (航空機)ギャラクシーもあり、さらに市民の曲芸飛行や軍用機もあって観客を楽しませ、約21万人の観衆が集まった。1974年から開催されているこのエアショーで60機以上の航空機が展示されたのも最大になった。次のショーは2015年5月16日と17日が予定され、ウェストーバーARB基地の75周年を祝い、アメリカ海軍のブルーエンジェルスが初めて登場する予定である[9]
- ザ・ソード・ゲームは、チコピーで2番目の高校であるチコピー包括高校が設立された後の1964年に始まり、毎年開催されているフットボールの試合である。毎年秋にチコピー高校とチコピー包括高校が対戦する。市長が勝者に市長の剣を贈呈する。その剣は1890年代にカボットビルのエイムズ・マニュファクチャリング社が製造したものである
- 世界キルバサ祭は、ポーランドの料理、ダンス、ゲイム、乗馬を行う4日間の祭りである。2014年5月15日から18日にはスゾト公園に戻った。最初のキルバサ祭はチコピー商工会議所のファイアーボールクラブによって開催され、1974年から1997年まで続いた

### 見どころ

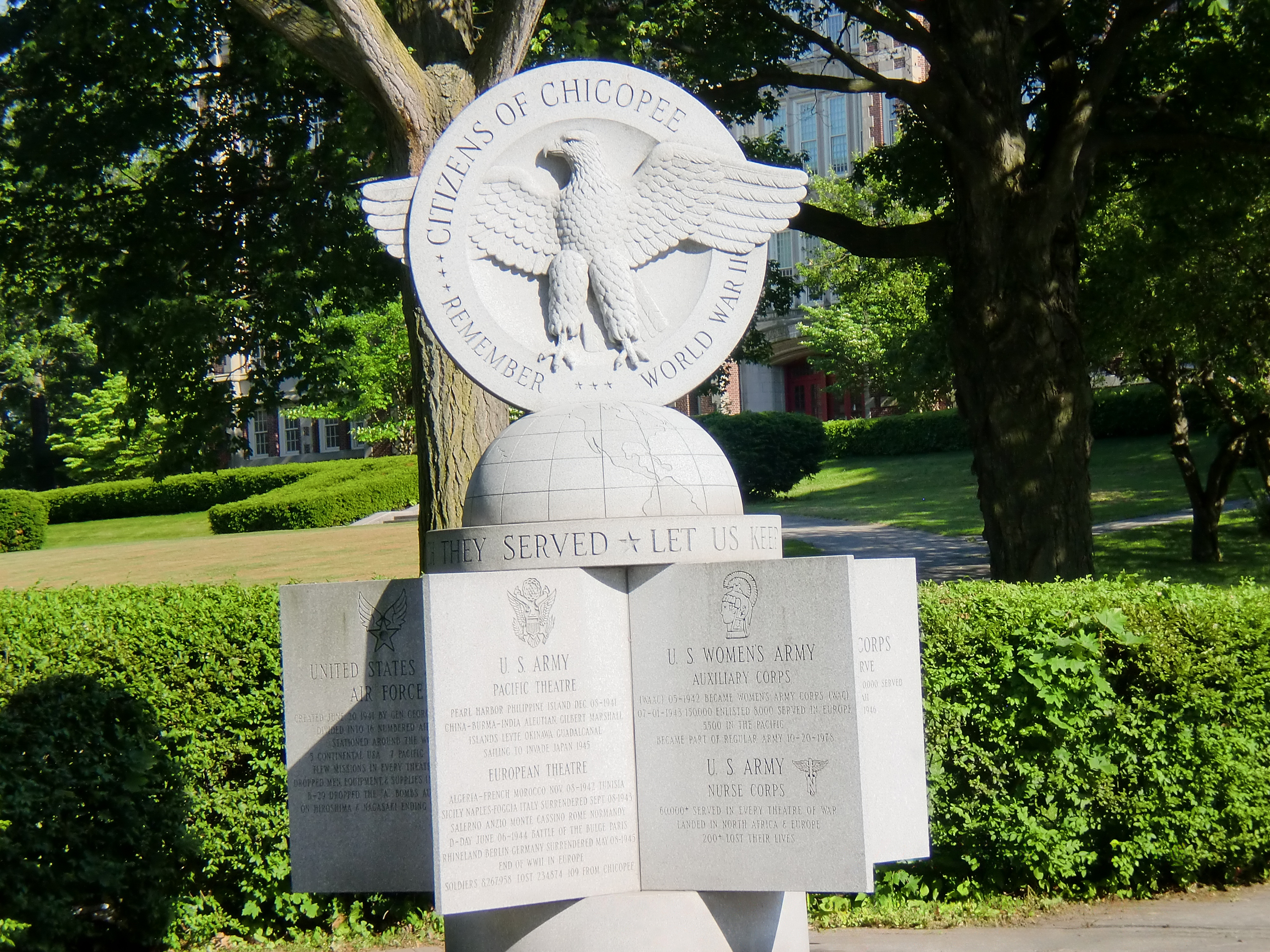
チコピー戦争記念碑

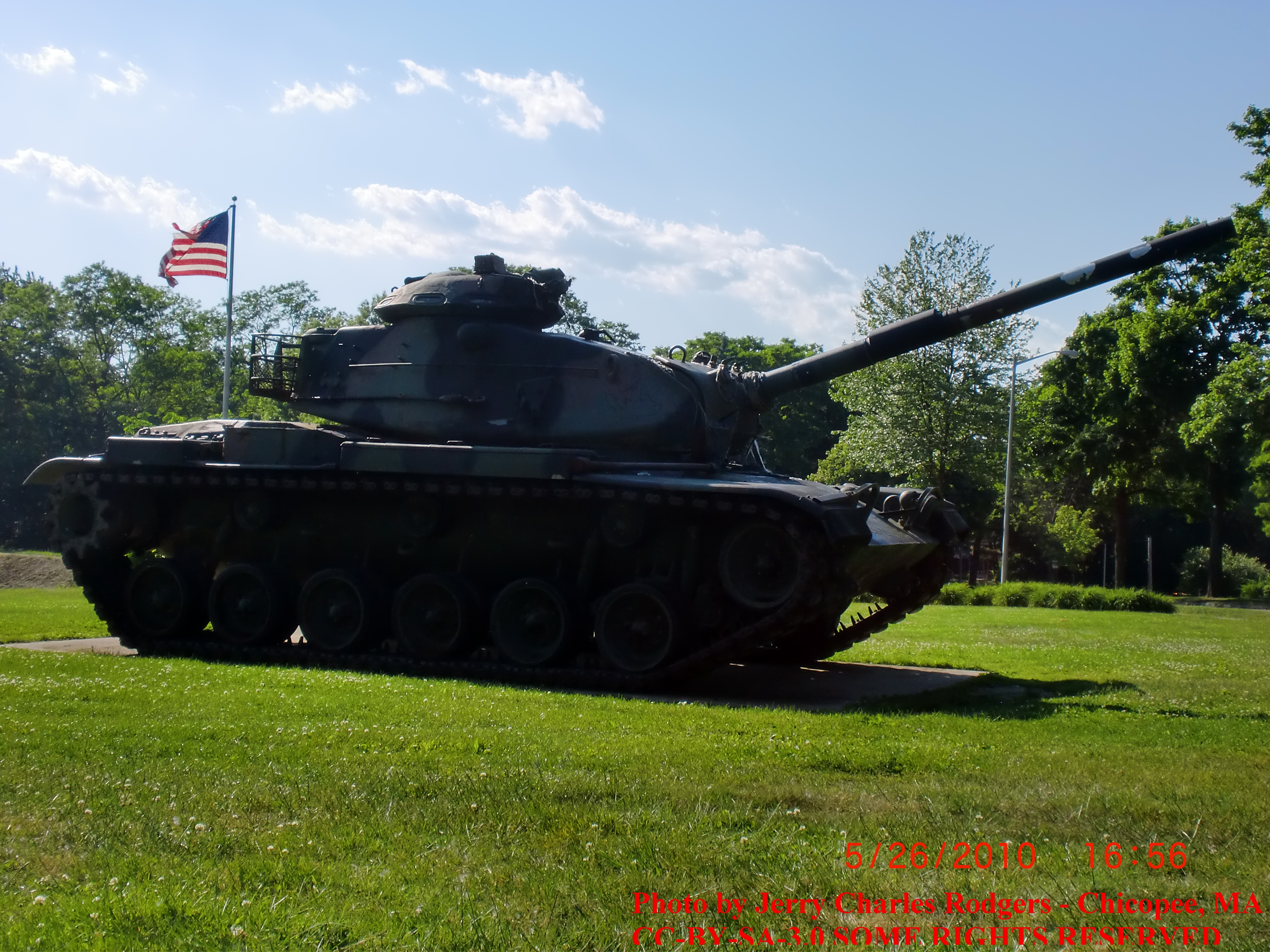
スゾト公園に置かれている戦車

- エイムズ・タワー - カボットビル、元はエイムズ・マニュファクチャリング社の設備、現在はエイムズ特権アパート複合施設の一部
- フランク・J・スゾト記念公園 - 市内の行事が多く開催される場所であり、野球、バスケットボール、ピクニックができる。スタジアムは通常地元や地域のサッカーおよびフットボールの試合に使われる。池が1つ、第二次世界大戦の戦車の展示、戦争記念碑が幾つか、噴水が1つある
- チコピー記念州立公園 - バーネットロード地区にあり、元はクーリー・ブルック貯水池とウォーターシェドと呼ばれていた。現在まで活動的なレクリエーション地域として大いに使われるようになってきた。総面積は575エーカー (2.33 km2) あり、25エーカー (0.10 km2) の池が2つある。水泳、釣り、ピクニック、ジョギング、自転車乗りができる
- 聖スタニスラウス大聖堂 - フロント通りにあり、1908年にバロック復古調のデザインで褐色砂岩を使った大聖堂のような教会。地域でも最も印象的な教会と見なされている。内部の内陣と両側の身廊には約800人の礼拝者を収容できる。1920年に聖歌隊ロフトにパイプオルガンが据え付けられた。1991年の教区100周年には、ローマ教皇ヨハネ・パウロ2世によって、マイナー・バシリカと指定された
- カボットビルの歴史的プラタナスの木 - 1848年にチコピーが町になったときに贈呈された。1890年に市になったときは成熟していた。1999年、マサチューセッツ州から「歴史遺産の木」に指定された
- チコピー・キャナルウォーク - 2010年5月21日開通、延長1,100フィート (340 m) の遊歩道とミニ公園、カボットビルの歴史的プラタナスの木からグレープ通りまで続く。元工業用鉄道の路床を一部使っている。デッディ橋まで延伸し、カボットビルとチコピーフォールズまで自転車道と歩道を繋ぐ計画がある

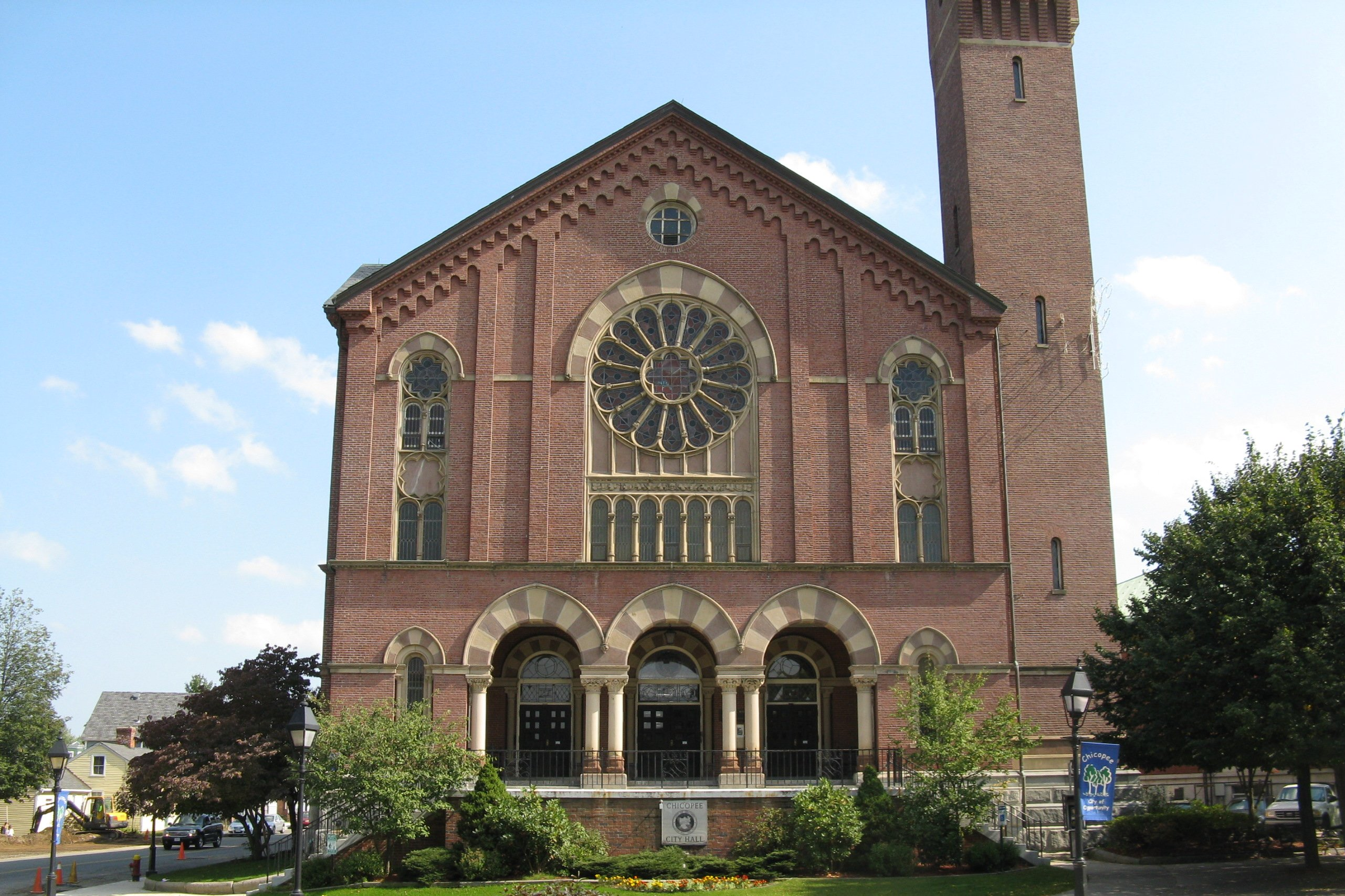
チコピー市役所

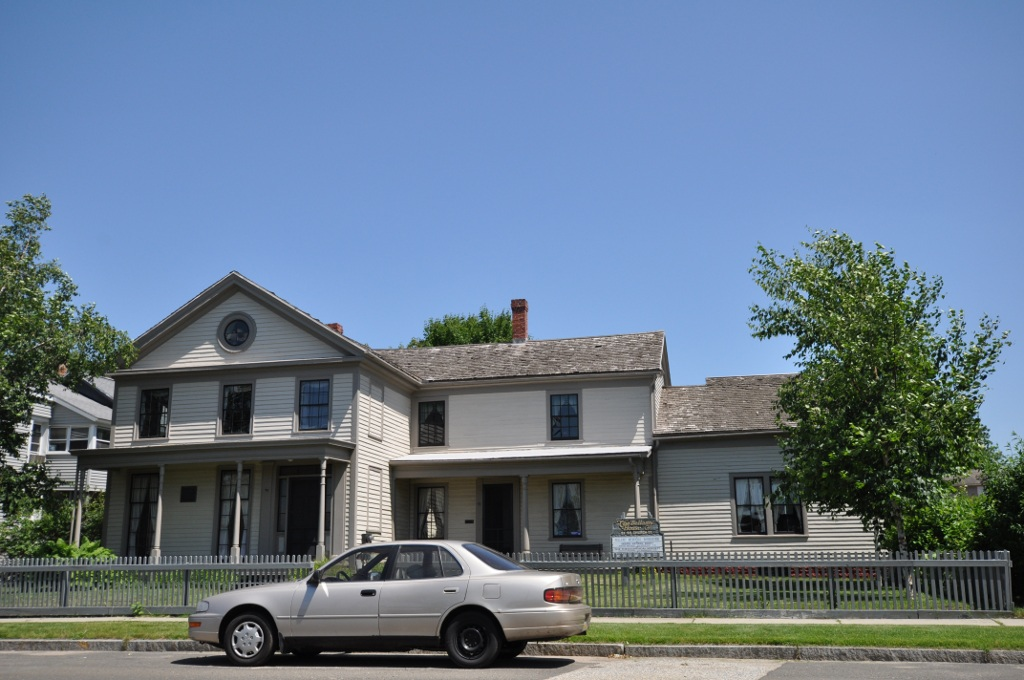
エドワード・ベラミー邸

- チコピー市役所 - 1871年にロマネスク様式で建設。1974年7月30日にアメリカ合衆国国家歴史登録財に指定された
- チコピー戦争記念碑 - ボンビル・アベニューとフロント通り交差点近くにある。第二次世界大戦やベトナム戦争の退役兵に捧げる彫像や記念碑がある
- エドワード・ベラミー邸 - アメリカ合衆国国定歴史建造物、チコピーフォールズのチャーチ通り91から93にある。1852年に建設され、ジャーナリストのエドワード・ベラミーが住んだ。1971年にアメリカ合衆国国家歴史登録財かつ 国定歴史建造物に指定された
- エマーソン・ゲイロード邸宅 - スプリングフィールド通りとフェアビュー通りの角（スプリングフィールド通り199）、エルム・カレッジのキャンパス北端にある歴史的邸宅。非対称の外観と異常なほど急傾斜の屋根があるので、クリスティン・オコネルから、フランス第二帝政様式の純粋ではない例と言われている
- フェイスメイト・タワー - チコピーフォールズのチコピー川沿いにある歴史的塔。元はフェイスメイト工業複合施設の一部だった
- ポーランド発見と学習の会館[10] - ニューイングランド西部におけるポーランド移民とその先祖によって、経済、芸術、科学に対してなされた貢献を祝する歴史博物館。ポーランドの文化的伝統、貢献、歴史、ポーランド人、ポーランドの離散に関して、定期的なワークショップ、展示会、コンサート、会議、セミナー、映画、演劇、講義が行われている
- ユニロイヤル・オフィスビル - チコピーフォールズにある歴史的建物、元はユニロイヤル工業複合施設の一部
- ウィリマンセット・ダイク - ウィリマンセットにある高さを上げた人工堤防、1938年のニューイングランド大ハリケーンによって生じた洪水の後に建造された。ナッシュフィールドから、コネチカット川を南に、州間高速道路90号線橋、チコピー・ボートランプまで伸びている
- ウェストーバー空軍予備役基地 - 1940年建設、滑走路は長さs11,597フィート (3,535 m)、幅301フィート (92 m) とアメリカ東海岸では最大級である。ウェストーバー都市圏空港も併設されている

## 経済
チコピーの経済は大半がサービス業により成り立っており、小さな地元企業と全国チェーンの混合である。市の歴史を反映し、多くの企業はポーランド系アメリカ人のものであり、例えばブルーシール・ブランドでポーランドのソーセージであるキルバサを製造するチコピー・プロビジョン社や、ピエロギと呼ばれるポーランド伝統のダンプリングを作るミリーズ・ピエロギがある。
「男性および女性用革製品、旅行キット、贈答品をデザインし、製造し、販売する」バクストン Co., LLC がチコピーを本拠にしている。1898年に L.A.W. ノベルティ Co.として設立され、1921年に現社名に変更した。
アルデン・クレディット・ユニオン、ポーリッシュ・ナショナル・クレディット・ユニオン、チコピー貯蓄銀行も市内にある。チコピー貯蓄銀行は、ナスダック店頭株式市場でCBNKとして運営するチコピー・バンコープが経営している。
チコピー川産業団地とウェストーバー産業団地が市域内にある。

## 人口動態
以下は2000年国勢調査による人口統計データである。
| 基礎データ - 人口: 54,653 人 - 世帯数: 23,117 世帯 - 家族数: 14,147 家族 - 人口密度: 922.7人/km2（2,389.7 人/mi2） - 住居数: 24,424 軒 - 住居密度: 412.3軒/km2（1,067.9 軒/mi2） 人種別人口構成 - 白人: 89.82% - アフリカン・アメリカン: 2.28% - ネイティブ・アメリカン: 0.20% - アジア人: 0.87% - 太平洋諸島系: 0.10% - その他の人種: 4.90% - 混血: 1.84% - ヒスパニック・ラテン系: 8.76% 年齢別人口構成 - 18歳未満: 22.6% - 18-24歳: 8.5% - 25-44歳: 28.8% - 45-64歳: 22.5% - 65歳以上: 17.6% - 年齢の中央値: 39歳 - 性比（女性100人あたり男性の人口） - 総人口: 90.7 - 18歳以上: 87.1 | 世帯と家族（対世帯数） - 18歳未満の子供がいる: 26.5% - 結婚・同居している夫婦: 42.6% - 未婚・離婚・死別女性が世帯主: 14.2% - 非家族世帯: 38.8% - 単身世帯: 32.7% - 65歳以上の老人1人暮らし: 14.1% - 平均構成人数 - 世帯: 2.32人 - 家族: 2.96人 収入と家計 - 収入の中央値 - 世帯: 35,672米ドル - 家族: 44,136米ドル - 性別 - 男性: 35,585米ドル - 女性: 25,975米ドル - 人口1人あたり収入: 18,646米ドル - 貧困線以下 - 対人口: 12.3% - 対家族数: 9.6% - 18歳未満: 19.5% - 65歳以上: 9.3% |

当初はイングラド人数家族が入植し、市の産業革命後に人口はポーランド人とフランス系カナダ人が圧倒的に多い民族構成によって再定義された。この移民遺産が市内に強く残っている一方で、同化と移住で民族社会の集積から統一された多民族の都市への転換が進んだ。
チコピーはマサチューセッツ州西部でスプリングフィールド市に次いで第2の都市である。マサチューセッツ州西部とは、ハンプデン郡、ハンプシャー郡、フランクリン郡、バークシャー郡で構成されている。

## 教育

### 教養系カレッジ
カレッジ・オブ・アワーレディ・オブ・ジ・エルムズ（通称エルムズ・カレッジ）は4年制教養系カレッジであり、33の学科がある。1897年にピッツフィールドで、女子の大学準備学校のアカデミー・オブ・アワーレディ・オブ・ジ・エルムズとして設立された。1899年、チコピーに移転してセントジョセフ師範学校となった。1928年に女子の教養系カレッジとして運営する認証が与えられ、名称が現在のものに変更された、1998年から男子を受け入れるようになった。

### 公立学校
チコピー市はチコピー教育学区の中で15の公立学校を運営して、7,800人の児童生徒を受け入れている。リチャード・W・リージが監督官である。小学校9校、中学校2校、就学前児童センター1つ、高校3校がある。
- スゼテラ就学前児童センター
- アンナ・E・バリー小学校
- ベルチャー小学校
- パトリック・バウ小学校
- ボウイー記念小学校
- ランバート・ラボイ小学校
- ロバート・R・レイトウィン小学校
- セルサー記念小学校
- ステファニク記念小学校
- ストライバー記念小学校
- エドワード・ベラミー中学校
- フェアビュー・ベテランズ記念中学校
- ハンプデン・チャータースクール・オブ・サイエンス
- チコピー包括高校
- チコピー高校
- チコピー・アカデミー
- ホルヨーク・カトリック高校
- ハンプデン・チャータースクール・オブ・サイエンス

### 私立小学校
チコピーにはスプリングフィールド教区の下に運営される多くのカトリック系学校がある。例えば、グラッタン通りでセントローズ・デ・リマ教会としても機能するセントジョーン・オブ・アーク学校や、フロント通りで聖スタニスラウス・ビショップ & 殉教者パリッシュとして機能する聖スタニスラウス学校がある。
過去10年間で多くの私立小学校とそれに関わるパリッシュが閉鎖された。元アサンプション・オブ・ザ・ブレスト・バージン・メアリーのパリッシュとして機能していたアサンプション学校、元セントパトリックのパリッシュとして機能していたセントパトリック学校、ホリー・ネイム・オブ・ジーザスのパリッシュとして機能していたホリー・ネイム学校、ネイティビティ・オブ・ザ・ブレスト・バージン・メアリーのパリッシュとして機能していたマウント・カーメル学校、セントジョージのパリッシュとして機能し、セントローズ・デ・リマとセントジョーン・オブ・アーク学校と合併したセントジョージ学校があった。

### 私立中等教育校

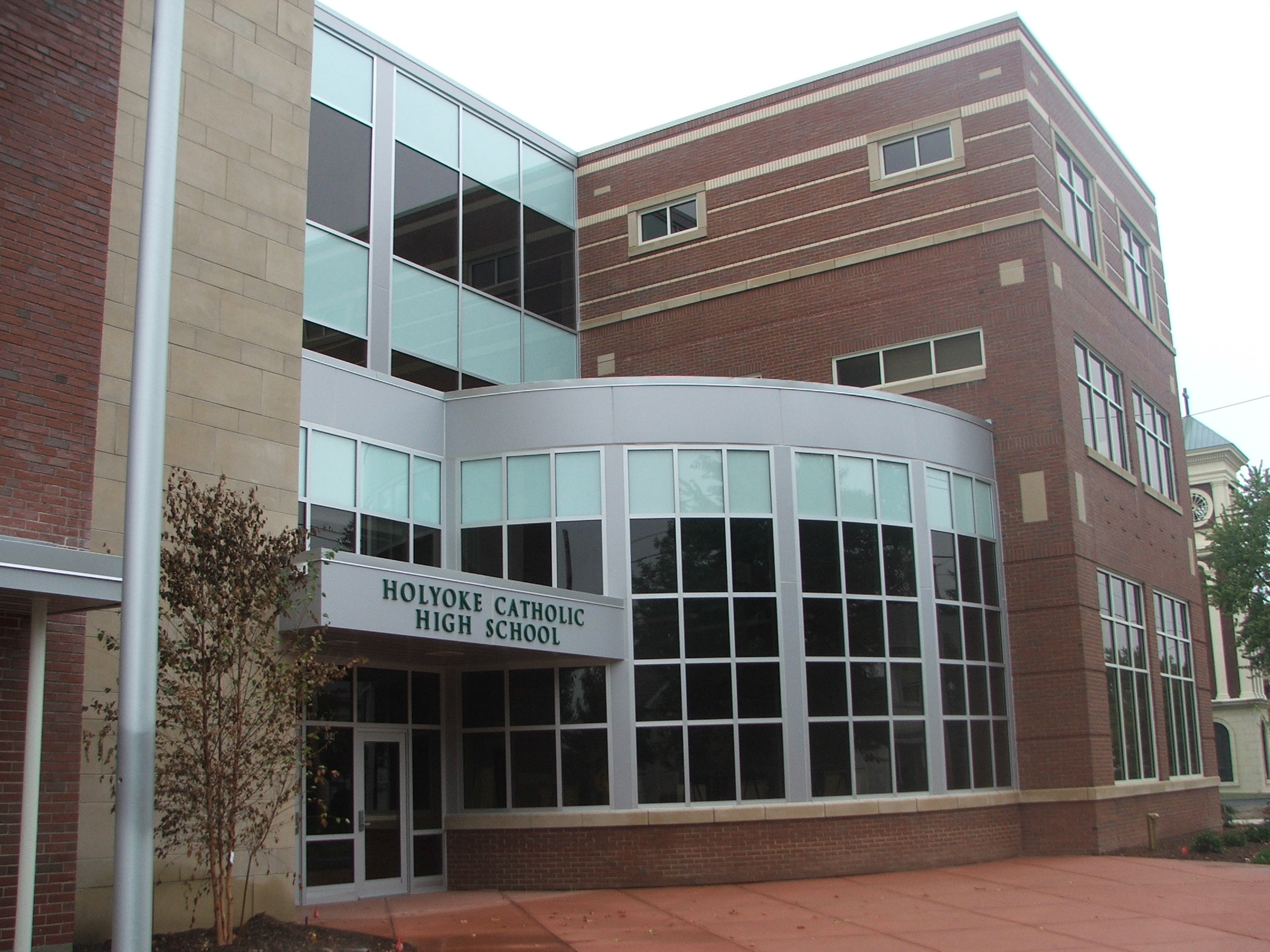
ホルヨーク・カトリック高校

ホルヨーク・カトリック高校は1963年に、ホルヨーク市の元セントジェローム高校のキャンパスに設立された。2002年、グランビーのセントヒアシンス神学校のキャンパスに移った。さらに2008年9月に現在の場所に移った。

## 著名な出身者

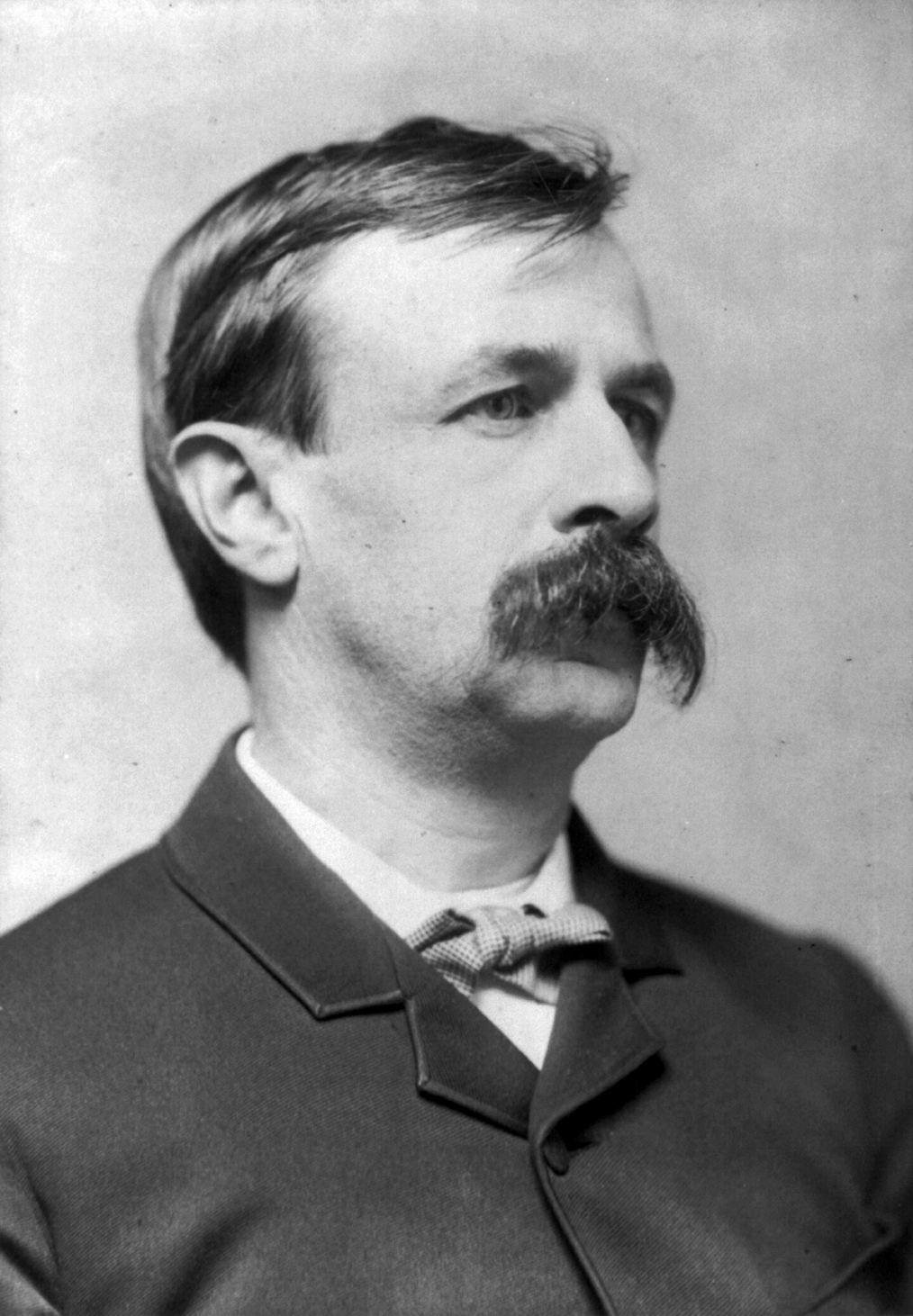
エドワード・ベラミー、1889年頃

- スコット・バーンズ、メジャーリーグベースボール選手、クリーブランド・インディアンス
- エドワード・ベラミー、作家、1888年に出版した、『顧みれば』（"Looking Backward"）で有名
- フィリップ・ラボンテ、バンド「オール・ザット・リメインズ」のボーカル
- アーサー・マッカーサー・ジュニア、アメリカ陸軍の将軍、ダグラス・マッカーサーの父

## 大衆文化の中で
FXテレビ局の「アメリカン・ホラー・ストーリー」第2シーズン、第1エピソードでは、登場人物ラナ・ウィンターズからカナダガンの渡り場所としてチコピーに言及される。